# NGC 3543
NGC 3543 ist eine Spiralgalaxie vom Hubble-Typ Sc im Sternbild Großer Bär am Nordsternhimmel. Sie ist schätzungsweise 79 Millionen Lichtjahre von der Milchstraße entfernt.
Das Objekt wurde am 9. April 1793 von Wilhelm Herschel entdeckt.